# Ясеницький Рів
Ясеницький Рів — річка в Буському та Кам'янка-Бузькому районах Львівської області, права притока Західного Бугу (басейн Вісли).

## Опис
Довжина річки 15 км, похил річки — 1,1 м/км. Площа басейну 62,1 км². Формується з багатьох безіменних струмків та меліоративних каналів.

## Розташування
Бере початок на північний захід від села Заводське. Тече переважно на захід і північний захід. На південно-східній стороні від села Гайок впадає в річку Західний Буг.
У долирі річки розташований ландшафтний заказник «Журавлиний».